# 32. zračnoobrambna artilerijska brigada (ZDA)
32. zračnoobrambna artilerijska brigada (izvirno angleško 32nd Air Defense Artillery Brigade) je bila zračnoobrambna artilerijska brigada Kopenske vojske Združenih držav Amerike.

## Odlikovanja
- Predsedniška omemba enote